# Westgate II
Westgate II is een kantoorgebouw in Amsterdam Nieuw-West, wijk Riekerpolder.
Het circa 50 meter hoge H-vormige gebouw staat fysiek aan het Adam Smithplein, maar heeft haar adressen aan de Thomas R. Malthusstraat (huisnummers 1-65). Het gebouw dat de gehele westelijke gevelwand van het plein vult herbergt circa 30.000 m² vloeroppervlak. Het is ontworpen door Kraaijvanger Urbis met architecten Rob Ligtvoet, Leendert Spreij en Jan Hein Franken, die het zelf ook vastlegde. Het gebouw werd neergezet in opdracht van PricewaterhouseCoopers (Nederland).
De twee langgerekte torens staan in rechte hoek op de nabij gelegen Rijksweg 4, ze vormen tevens de scheidslijn tussen het plein en Siegerpark. De twee torens worden verbonden door een lager gedeelte waarin (soms x-vormige) trappenhuizen, ontmoetingsruimten etc. zijn geplaatst. Het uiterlijk zou volgens het architectenbureau overeenkomstig de toen geldende huisstijl van PwC gebouwd zijn. 

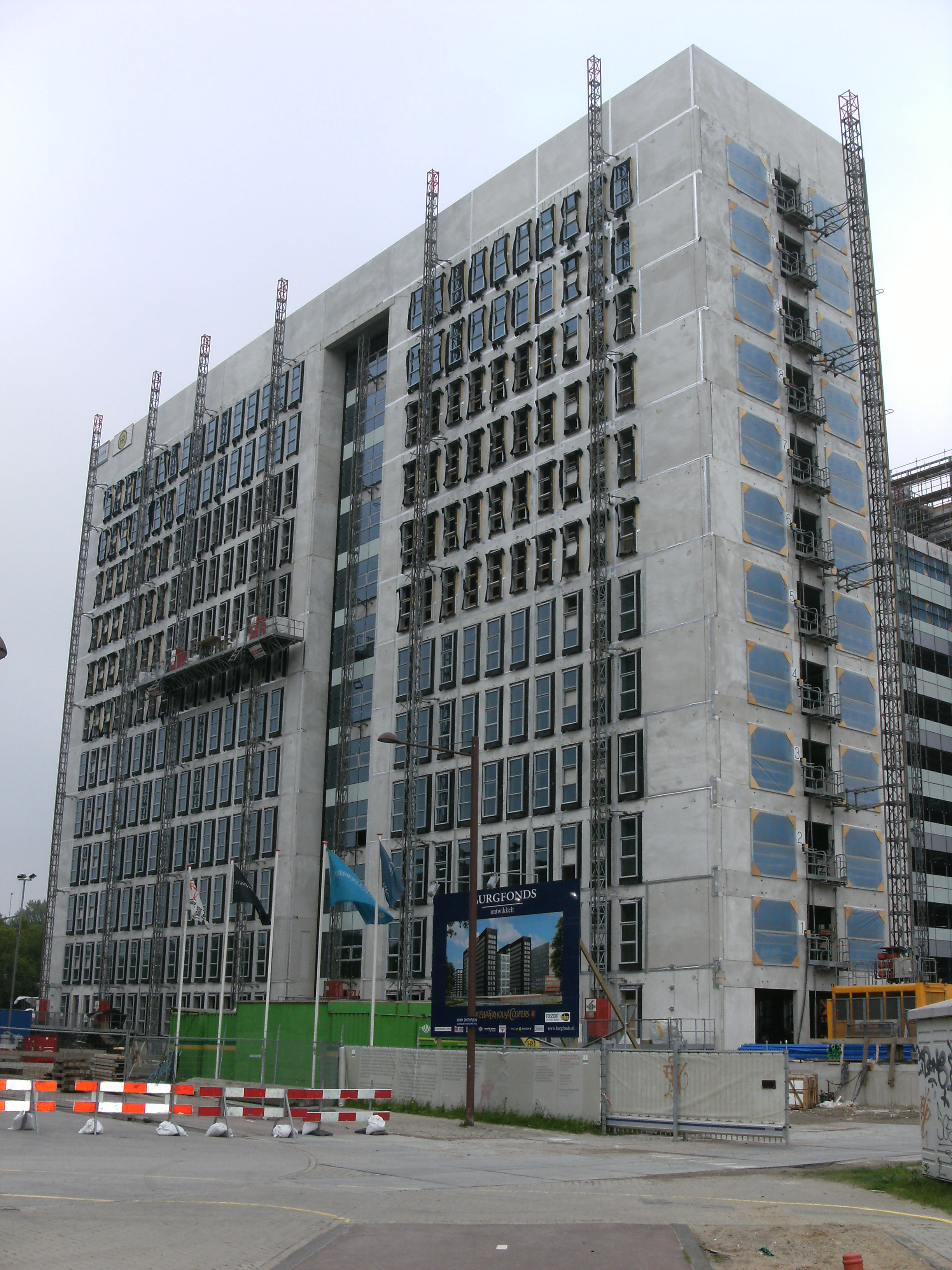
Gebouw in opbouw (2009)